# 히가시이치키정
히가시이치키정(일본어: 東市来町)은 일본 가고시마현 서부 사쓰마 반도에 위치했던 정이다. 
2005년 5월 1일에 이주인정·히요시정·후키아게정과 합병해 히요키시가 되었다.

## 지리
사쓰마 반도의 북서부에 위치한 마을로, 마을의 면적은 남북 9Km, 동서 16Km에 걸쳐 있다. 지질은 벼농사에 적합하지 않은 화산회토(시라스)가 대부분을 차지하고 있어 구릉지 대부분이 밭이지만, 에구치강, 오사토강, 가미노강 3개 하천 유역에는 논이 분포하고 있다.

## 역사
- 1889년 4월 1일 - 정촌제 시행에 의해 히가시이치키촌이 성립하였다.
- 1937년 4월 1일 - 정으로 승격해 히가시이치키정이 되었다.
- 2005년 5월 1일 - 이주인정·히요시정·후키아게정이 합병해 히요키시가 되었다.

## 교통

### 철도
- 규슈 여객철도 가고시마 본선

### 도로
- 미나미큐슈 자동차도
- 국도 3호선
- 국도 270호선

## 참고 문헌
- 角川日本地名大辞典編纂委員会,『角川日本地名大辞典 鹿児島県』1983, 角川書店